# Лехнер, Эдён
Э́дён Ле́хнер (венг. Lechner Ödön; 27 августа 1845, Пешт — 10 июня 1914, Будапешт) — венгерский архитектор.

## Биография
Учился в Политехническом институте в Будапеште, Академии художеств в Берлине, в учебных заведениях Франции и Англии. С 1868 года работал в Будапеште и других городах Австро-Венгрии — Братиславе, Зренянине, Кечкемете.
Раннее творчество — в духе эклектики, позднее стал ярчайшим представителем венгерского модерна. Лехнер старался выразить языком архитектуры венгерский национальный характер. Одним из первых в Венгрии применил в архитектуре бетон и сталь.

## Работы
- Музей прикладного искусства в Будапеште (1893—1896)
- Институт геологии в Будапеште (1898—1899)
- Здание почтамта-сберкассы в Будапеште (1899—1902)
- Католическая гимназия на Грёсллинговой улице в Братиславе (1906—1908)
- Костёл Святой Елизаветы в Братиславе на улице Безручова (1907—1913)

## Память
- 10 июня 2013 года, день смерти Лехнера и Гауди, был выбран как ежегодно отмечаемый Всемирный день модерна.